# Ayisat Yusuf
Ayisat Yusuf-Aromire (6 de março de 1985) é uma ex-futebolista nigeriana que atuava como defensora.

## Carreira
Ayisat Yusuf integrou o elenco da Seleção Nigeriana de Futebol Feminino, nas Olimpíadas de 2008. 
Fez carreira no futebol da Finlândia, onde vive atualmente.